# Kings of Beer
Kings Of Beer is het 9e studioalbum van de thrashmetalband Tankard.
Er is een verborgen nummer (1:17), na "Tattoo Coward", dat een reeks vreemde geluiden bevat.
In 2007 werd het album heruitgebracht door AFM Records met als bonus "Damage, Inc.".

## Band
- Andreas "Gerre" Geremia (zanger)
- Frank Thorwarth (bassist)
- Andy Gutjahr (gitaar)
- Olaf Zissel (drummer)

## Nummers
1. Flirtin' With Desaster - 04:03
2. Dark Exile - 04:53
3. Hot Dog Inferno - 03:26
4. Hell Bent For Jesus - 04:20
5. Kings Of Beer - 05:38
6. I'm So Sorry! - 03:12
7. Talk Show Prostitute - 04:35
8. Incredible Loudness - 03:44
9. Land Of The Free - 05:09
10. Mirror, Mirror - 04:21
11. Tattoo Coward - 04:02